# Abierto GNP Seguros 2020
Die Abierto GNP Seguros 2020 war ein Tennisturnier der WTA Tour 2020 für Damen sowie ein Tennisturniers der ATP Challenger Tour 2020 für Herren, welches zeitgleich vom 2. bis 8. März 2020 in Monterrey ausgetragen wurde.

## Damenturnier
→ Qualifikation: Abierto GNP Seguros 2020/Damen/Qualifikation